# Hiroyuki Okiura
Hiroyuki Okiura (沖浦 啓之, Okiura Hiroyuki) est un réalisateur, dessinateur et animateur de films d'animation japonais né le 13 octobre 1966 à Katano dans la préfecture d'Ōsaka.
Il est principalement connu pour avoir réalisé Jin-Roh, la brigade des loups.

## Biographie
Hiroyuki Okiura est né le 13 octobre 1966 à Katano dans la préfecture d'Ōsaka.
Il commence sa carrière de mangaka en 1982, sans formation académique. Il quitte l'école à 16 ans pour rejoindre le studio d'animation Anime R à Osaka aux côtés de Kazuchika Kise (黄瀬 和哉).
Il va ensuite rejoindre les équipes de Production I.G à Tōkyō pour travailler comme animateur clé, chara designer ou directeur de l'animation sur Akira, Roujin Z, Patlabor 2, Memories, Blood : The Last Vampire, Ghost in the Shell, Metropolis, Ghost in the Shell 2: Innocence, Paprika.

## Récompenses
- Ghost in the Shell 2: Innocence : en compétition pour la Palme d'or au Festival de Cannes 2004.
- Jin-Roh, la brigade des loups :
  - Meilleur film d'animation et prix spécial du jury attribué à Hiroyuki Okiura au 19e Festival du film fantastique de Porto
  - Prix spécial attribué à Hiroyuki Okiura lors des 10th Japan Film Professional Awards pour l'année 2000.
  - Meilleur film d'animation au 11e grand prix de l'animation Mainichi en 2001.
  - Prix de la meilleure performance personnel lors de la 5th Animation Kobe en 2000.

## Style
Hiryuki Okiura est reconnu pour son talent d'animation de personnage, notamment au niveau des expressions des personnages, en particulier dans le générique de Cowboy Bebop, le film. Pour Lettre à Momo, l'auteur choisit de faire de l'animation 2D avec des images clé et intermédiaires réalisées à la main, toujours avec cette attention du détails pour l'expression des émotions.

## Filmographie

### Réalisateur
- 1999 : Jin-Roh, la brigade des loups, chara-design.
- 2012 : Lettre à Momo, auteur et scénariste.

### Autres
- 1981-83 : Fang of the Sun Dougram (en) (série télévisée) - Intervalliste
- 1983 : Super Durand (série télévisée) - Intervalliste
- 1983 : Fang of the Sun Dougram - Le film (film) - Intervalliste
- 1983 : Miyuki (série télévisée) - Animateur clé, intervalliste
- 1983-84 : Armored Trooper Votoms (en) (série télévisée) - Animateur clé, intervalliste
- 1984-85 : Panzer World Galient (en) (série télévisée) - Intervalliste
- 1984-85 : Heavy Metal L-Gaim (en) (série télévisée) - Intervalliste
- 1984 : Mospeada (série télévisée) - Intervalliste
- 1984 : Sei jshi bismarck (en) (série télévisée) - Directeur de l'animation (ep 46,51), animateur clé
- 1985-86 : Blue Comet SPT Layzner (en) (série télévisée) - Codirecteur de l'animation des mechas
- 1985-87 : Dream Hunter Rem (en) (OAV) - Animateur clé
- 1985 : Shōwa Ahōzoshi Akanuke Ichiban! (série télévisée) - Animateur clé
- 1986 : Kikou Kai Galient (OAV) - Animateur clé
- 1987 : Zillion (en) (série télévisée) - Directeur de l'animation (ep 12,17,22,27)
- 1987 : Black Magic M-66 (série télévisée) - Directeur de l'animation
- 1988 : Akira (film) - Animateur clé
- 1988-89 : Armor Hunter Mellowlink (en) (OAV) - Animateur clé
- 1989 : Peter Pan (série télévisée) - Animateur clé
- 1989 : Venus Wars (film) - Animateur clé
- 1989 -90 : Erika (série télévisée) - Animateur clé
- 1989 : Garaga (film) - Animateur clé
- 1989 : Patlabor: The Movie (film) - Animateur clé
- 1989 : Kiki la petite sorcière (film) - Animateur clé
- 1990 : Devilman (OAV) - Animateur clé
- 1990 : The Hakkenden (en) (OAV) - Animateur clé
- 1990 : Les Chroniques de la guerre de Lodoss (OAV) - Animateur clé
- 1990 : Aidoru Tenshi Yōkoso Yōko (série télévisée) - Animateur clé
- 1991 : Sukeban Deka (OAV) - Animateur clé
- 1991 : Roujin Z (OAV) - Layout, animateur clé
- 1992 : Hashire Melos! (en) (film) - Chara-design, directeur de l'animation
- 1993-94 : Mobile Suit Victory Gundam (série télévisée) - Animateur clé
- 1993 : Patlabor 2: The Movie (film) - Animateur clé
- 1995 : JoJo's Bizarre Adventure (OAV) - Animateur clé
- 1995 : Memories (film) - Animateur clé
- 1995 : Ghost in the Shell (film) - Chara-design, directeur de l'animation
- 1996-98 : Kenshin le vagabond (série télévisée) - Animateur clé
- 1998-99 : Popolocrois (en) (série télévisée) - Animateur clé
- 1999-00 : Medabots (série télévisée) - Animateur clé
- 2000 : Blood: The Last Vampire (film) - Animateur clé
- 2000 : Vision d'Escaflowne (film) - Animateur clé
- 2001 : Metropolis (film) - Animateur clé
- 2001 : Cowboy Bebop (film) - Animateur clé
- 2001 : Alliance défensive de la Famille (série télévisée) - Animateur clé
- 2004 : Paranoia Agent (série télévisée) - Animateur clé
- 2004 : Innocence : Ghost in the Shell 2 (film) - Chara-design, directeur de l'animation, animateur clé
- 2004-05 : Otogi Zoshi (en) (série télévisée) - Animateur clé
- 2005 : Immortal Grand Prix (en) (série télévisée) - Animateur clé
- 2005 : Naruto - La Légende de la pierre de Guelel (film) - Animateur clé
- 2006 : Paprika (film) - Animateur clé
- 2011 : Usagi Drop (série télévisée) - Animateur clé